# Shovkat Alakbarova
Şövkət Feyzulla qızı Ələkbərova (Bakou, 10 octobre 1922 – Bakou, 7 février 1993) ou Shovkat Alakbarova était chanteuse classique azérie.

## La carrière
Elle était la troisième dans une famille de 4 enfants. Sa mère était tariste de profession et son père, un ouvrier, se passionnait pour la musique folklorique. Tous ses enfants tenaient ces intérêts d'eux. Comme un enfant, Ələkbərova apprit jouer du kamancheh. En 1937 elle gagna le concours des chanteurs amateurs qui était jugé par les grands musiciens azerbaïdjanais de l'époque, Uzeyir Hajibeyov et Bülbül. Elle fut invitée parmi d'autres à s'inscrire au nouveau Chœur d'État d'Azerbaïdjan où elle avait commencé sa carrière professionnelle comme chanteuse. Pendant cette période elle chanta principalement des chants folkloriques. Dans les années 1950, elle devint la chanteuse et compositrice de chansons folkloriques la plus fameuse du pays. Elle chantait principalement en azéri, mais il y avait aussi des chansons en perse, en turc et en arabe dans son répertoire. Pendant sa carrière elle fit des tournées dans plus de 20 pays.